# Wieprzec (województwo lubelskie)
Wieprzec – wieś w Polsce położona w województwie lubelskim, w powiecie zamojskim, w gminie Zamość.
W latach 1975–1998 miejscowość należała administracyjnie do województwa zamojskiego.
Wieś jest sołectwem w gminie Zamość. Według Narodowego Spisu Powszechnego z roku 2011 wieś liczyła 122 mieszkańców.
Wierni Kościoła rzymskokatolickiego należą do parafii św. Andrzeja Boboli w Kosobudach.

## Historia

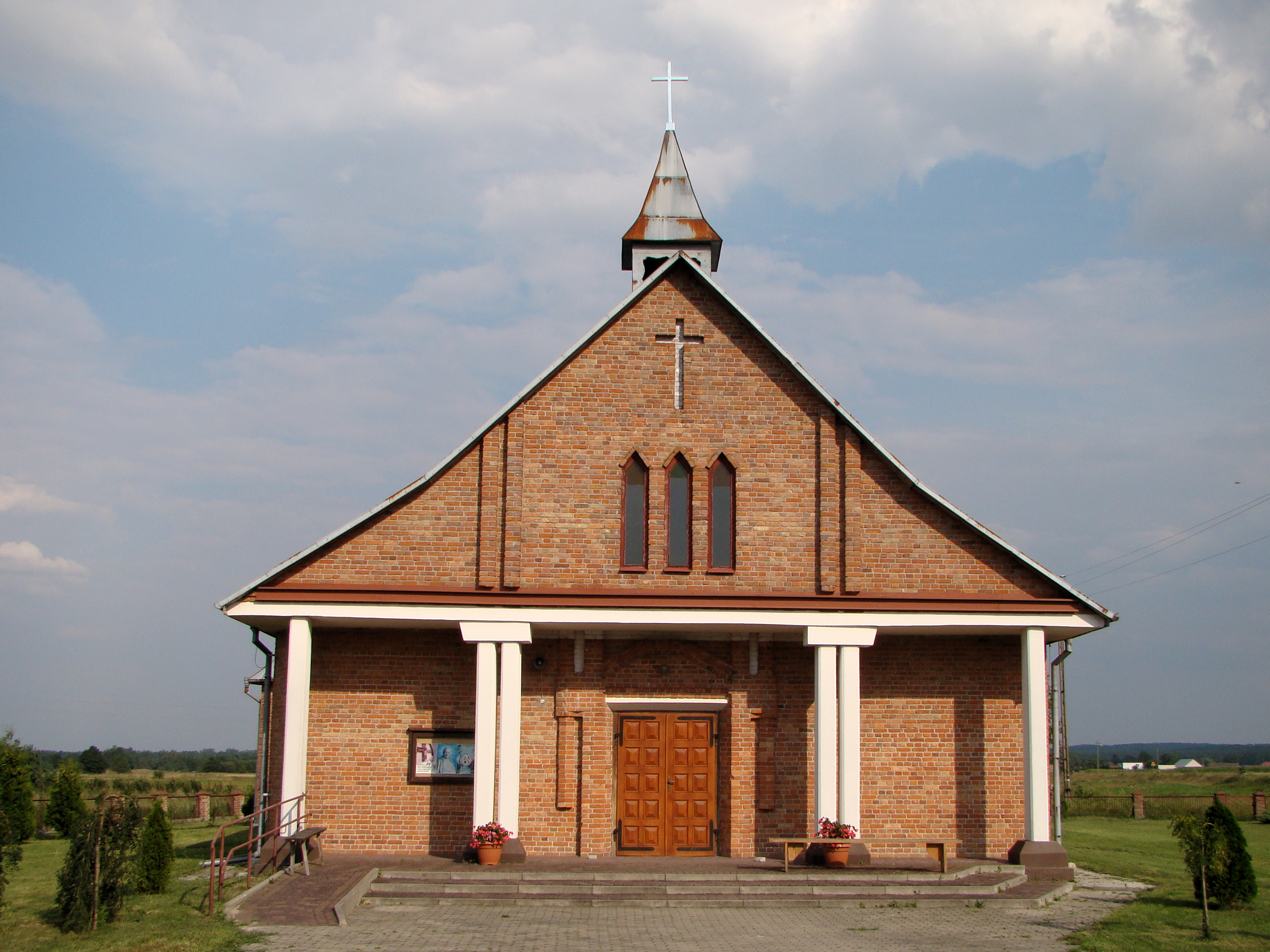
Kościół pw. Świętego Piotra i Pawła w Wieprzcu

Po raz pierwszy wieś wzmiankowana  w 1398 roku pod nazwą Woprzek(!) wówczas jako  część włości szczebrzeskiej. Dymitr z Goraja przekazuje wieś swym bratankom (on sam nie posiadał potomków męskich). W 1564 roku część wsi należała do Górków, druga część pozostawała w ręku Lipskich herbu Korczak. Ostatecznie cała wieś w roku 1631 przeszła w posiadanie Zamoyskich przy czym część Górków już w 1593
Według lustracji  z 1578 r. do Górków należało 12 1/4 łana (205, 8 ha), a do Lipskich 5 łanów (84 ha) gruntów uprawnych. Rejestr poborowy z 1589 r. wykazał istniejące tu: staw, młyn, 2 karczmy, także prochowni oraz folwarku, około roku 1630 przeniesionego do (Topornicy). 
W połowie XVI wieku w pobliskich lasach istniała karczma, zwana “Strażnicą Mytną”. 

W 1792 wieś należała do ordynackiego klucza żdanowskiego. W II połowie XIX w. we funkcjonował tu wydajny młyn wodny systemu amerykańskiego, w 1885 r. dzierżawiony przez Żyda – Moszka Sznajdera.
W 1880 roku wieś liczyła 8 budynków dworskich i 107 domów chłopskich, z 373 mieszkańcami, w tym 205 unitów (prawosławnych). Według spisu powszechnego z roku 1921 (wówczas wieś w gminie Mokre) było w Wieprzcu 40 domów oraz 231 mieszkańców.